# معجزه در سلول شماره ۷ (فیلم ترکی ۲۰۱۹)
معجزه در سلول شماره ۷ یک فیلم درام ترکیه‌ای به کارگردانی محمت ادا اوزتیکن در سال ۲۰۱۹ است. این فیلم اقتباسی از فیلم کره‌ای معجزه در سلول شماره ۷ ساخته لی هوان-کیونگ در سال ۲۰۱۳ است.
 این فیلم به عنوان نماینده سینمای ترکیه در اسکار 2021 معرفی شده بود.

## داستان فیلم
ممو که دارای معلولیت ذهنی است با دختر کوچک و مادربزرگ خود در روستایی زندگی می‌کند اما یک روز او متهم به قتل دختر فرمانده نظامی منطقه میشود و زندانی میشود او که احتمال میرود با حکم اعدام مواجه شود در زندان بسیار سختی میکشد اما پس از مدتی زندانیان هم سلولی او موتجه بیگناهی او میشوند و تلاش میکنند جان او را نجات دهند و...

## بازیگران
- آراس بولوت اینملی: ممو
- نسا صوفیا اکسونگور: اوا (در کودکی)
- هایال کوسه‌اوغلو: اوا در (بزرگسالی)
- جلیله تویون: فاطمه ننه
- ایلکر آکسوم: آسکوروزلو
- مسعو آکوستا: یوسف
- دنیز بایسال: مینه
- یوردائر اکور: آیدین/فرمانده
- ییلدیری شاهینلر: حفیض
- سارپ آکایا: نیل
- دنیز جلیل‌اوغلو: فاروق
- فريدکایا: علی
- سرهان اونات: سلیم
- امره یتیم: آینا
- گلچین کولتور شاهین: خديجه